# 남울주소방서
울산남울주소방서(蔚山南蔚州消防署, Ulsan Nam-Ulju Fire Station)는 울산광역시 울주군 일부를 관할하는 울산광역시 소방본부 산하의 소방서이다.
소방서장은 소방정으로 보한다.

## 조직
| - 소방행정과 - 행정팀 - 예산장비팀 | - 방호구조과 - 예방홍보팀 - 소방민원팀 - 구조구급팀 - 지휘조사1·2·3팀 |

## 관할센터 및 관할구역
울산온산소방서는 4개의 119안전센터와 1개의 구조대를 산하에 두고 있다.
| 명칭                       | 사진 | 주소                | 관할구역                              | 지역대        |
| -------------------------- | ---- | ------------------- | ------------------------------------- | ------------- |
| 온산119안전센터            |      | 온산읍 덕신로 232   | 온산읍 일부, 온양읍 일부, 청량읍 일부 | 청량119지역대 |
| 온양119안전센터            |      | 온양읍 온양로 74    | 서생면, 온양읍 일부                   | 서생119지역대 |
| 웅촌119안전센터            |      | 웅촌면 곡천검단로 9 | 웅촌면, 삼동면 일부, 청량읍 일부      | 삼동119지역대 |
| 화산119안전센터            |      | 온산읍 공단로 417   | 온산읍 일부                           |               |
| 울산남울주소방서 119구조대 |      | 온산읍 덕신로 232   | 울산광역시 울주군 일부                |               |

## 사건사고
- 2016년 10월 5일 태풍 차바의 영향으로 인해 발생한 고립자를 구조하던 도중 실종된 소방관이 2016년 10월 6일 순직하였다.[4]

## 같이 보기
- 대한민국 소방청
- 대한민국의 소방
- 소방관 계급